# Mười hai con giáp
Mười hai con giáp hay còn được gọi là sinh tiếu (生肖) là một sơ đồ phân loại dựa trên âm lịch gán một con vật và các thuộc tính đã biết của nó cho mỗi năm trong một chu kỳ 12 năm lặp lại. Chu kỳ 12 năm xấp xỉ 11,85 năm của chu kỳ quỹ đạo Sao Mộc. Có nguồn gốc từ phía nam sông Dương Tử, Trung Quốc, mười hai con giáp và các biến thể của nó được sử dụng ở các quốc gia vùng văn hóa Á Đông như Nhật Bản, Hàn Quốc, Triều Tiên, Trung Quốc và Việt Nam. Ngoài ra còn có một số nước ĐNA khác cũng có 12 con giáp nhưng khác lịch, như 12 con giáp của Đế chế Angkor hoàn toàn trùng lịch với văn minh Đông Á do yếu tố văn hóa ảnh hưởng từ Phật giáo, Ấn Độ giáo và khí hậu thời tiết nên thay đổi trễ hơn lịch phương đông 3 tháng. Từ đó âm lịch của người Khmer, Thái, Lào (3 nước này đều kế thừa từ văn minh Angkor) giống nhau trễ hơn lịch văn minh Sinosphere 3 tháng. 12 con giáp có thể bắt nguồn từ nền văn minh Bách Việt sau đó ảnh đến người chinh phục dân cư mới có thể là người Hán, bằng chứng cho thấy hình thức Tết của người Việt và Khmer gần giống nhau liên quan tới mùa vụ thu hoạch hoặc dễ hiểu lễ chào đón mùa mới, thêm nữa đón Tết bằng cách nấu bánh có nhân từ thịt heo hoặc nguyên liệu khác (bánh chưng bánh giầy), năm mới hỏi thăm gia đình cha mẹ hàng xóm quê hương. Trung Quốc, Việt Nam, Nhật Bản, Triều Tiên (Hàn Quốc) đón năm mới cung trăng giao thừa.

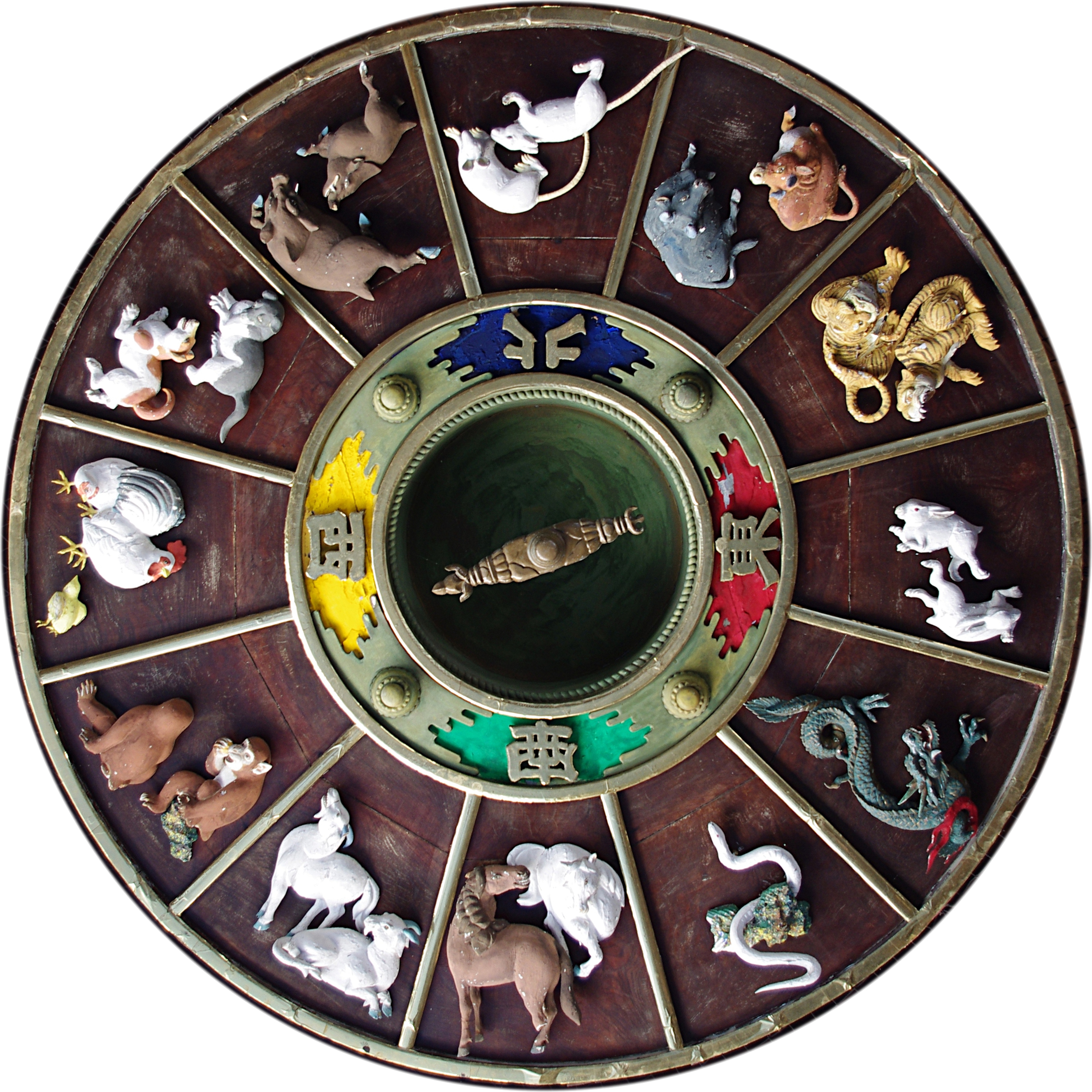
Mười hai con giáp Trung Quốc

Xác định sơ đồ này bằng thuật ngữ chung "cung Hoàng Đạo" phản ánh một số điểm tương đồng bề ngoài với cung hoàng đạo phương Tây: cả hai đều có chu kỳ thời gian được chia thành 12 phần, mỗi phần gán ít nhất phần lớn phần đó với tên của một con vật, và mỗi phần được liên kết sâu sắc với một nền văn hóa trong việc mô tả tính cách hoặc những sự kiện xảy ra trong suốt cuộc đời của một con người cho đến mức độ ảnh hưởng của mối tương quan cụ thể của người đó đến chu kỳ.
Tuy nhiên, có hai sự khác biệt lớn giữa hai hệ thống: các động vật thuộc mười hai con giáp không liên quan đến các chòm sao nằm dọc mặt phẳng Hoàng Đạo. Chu kỳ 12 phần của Việt Nam tương ứng với năm, thay vì tháng. Mười hai con giáp được đại diện bởi 12 con vật, trong khi một số cung hoàng đạo phương Tây không phải là động vật, mặc dù hàm ý từ nguyên của từ zodiac trong tiếng Anh, bắt nguồn từ zōdiacus, hình thái được Latinh hóa từ Hy Lạp cổ đại zōidiakòs kýklos (ζῳδιακός κύκλος), có nghĩa là "chu kỳ hoặc vòng tròn của những động vật nhỏ".

## Con giáp

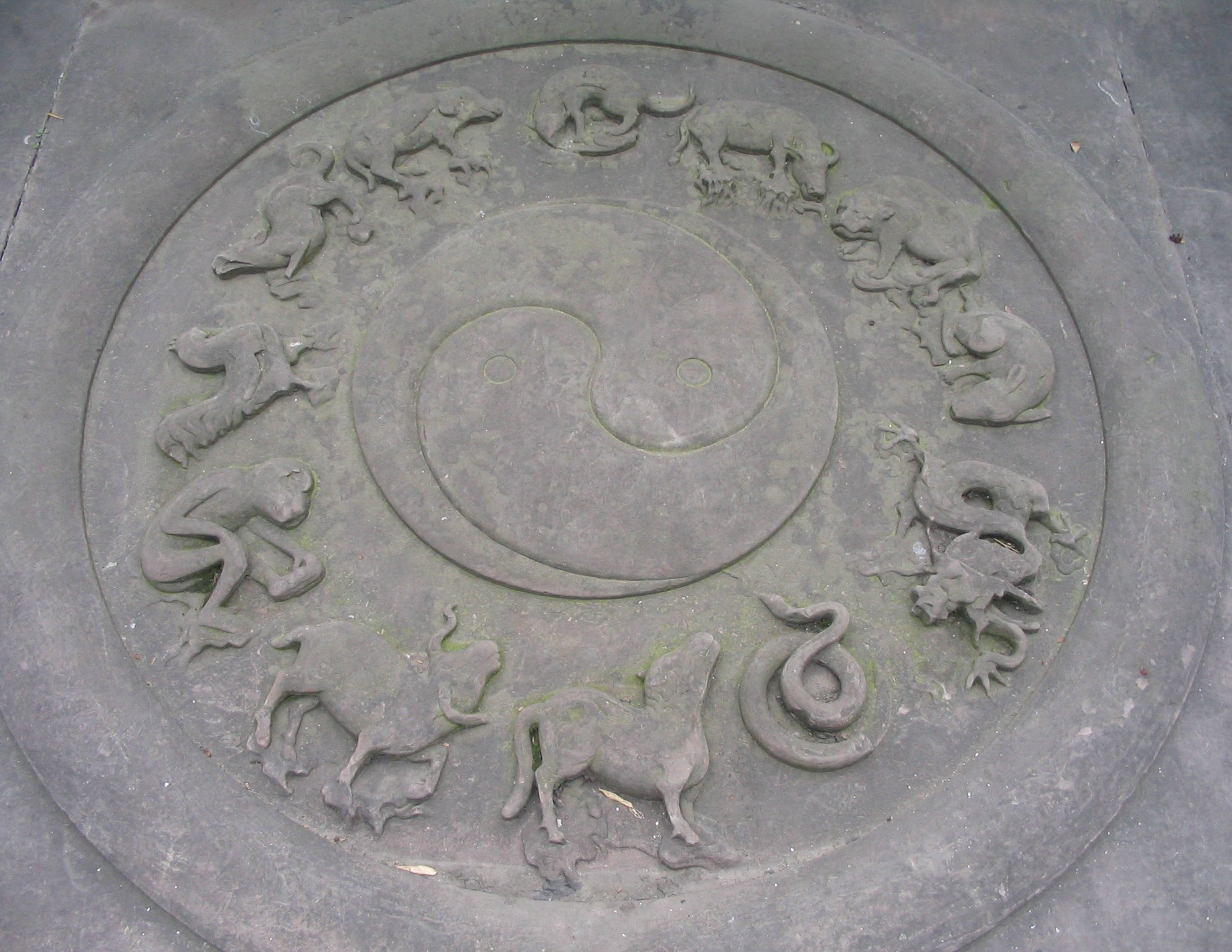
Một tác phẩm điêu khắc đá của mười hai con giáp.

Theo truyền thống, cung hoàng đạo bắt đầu bằng con giáp Tý, rồi tới Sửu, Dần, Mẹo/Mão (của Trung Quốc là Thỏ thuộc hành mộc), Thìn, Tỵ, Ngọ, Mùi, Thân, Dậu, Tuất và Hợi. Sau đây là mười hai con giáp theo thứ tự, mỗi con giáp có các đặc điểm liên quan (Thiên Can, Triết lý Âm Dương, Tam Phân và ngũ hành).
1. Tý - 鼠, shǔ (子) (Dương, Tam Phân thứ 1, Nguyên tố Thủy)
2. Sửu - 牛, niú (丑) (Âm, Tam Phân thứ 2, Nguyên tố Thổ)
3. Dần - 虎, hǔ (寅) (Dương, Tam Phân thứ 3, Nguyên tố Mộc)
4. Mão - 猫/貓, māo (卯) (Âm, Tam Phân thứ 4, Nguyên tố Mộc)
5. Thìn - 龙/龍, lóng (辰) (Dương, Tam Phân thứ 1, Nguyên tố Thổ)
6. Tỵ - 蛇, shé (巳) (Âm, Tam Phân thứ 2, Nguyên tố Hỏa)
7. Ngọ - 马/馬, mǎ (午) (Dương, Tam Phân thứ 3, Nguyên tố Hỏa)
8. Mùi - 羊, yáng (未) (Âm, Tam Phân thứ 4, Nguyên tố Thổ)
9. Thân - 猴, hóu (申) (Dương, Tam Phân thứ 1, Nguyên tố Kim)
10. Dậu - 鸡/雞, jī (酉) (Âm, Tam Phân thứ 2, Nguyên tố Kim)
11. Tuất - 狗, gǒu (戌) (Dương, Tam Phân thứ 3, Nguyên tố Thổ)
12. Hợi - 猪/豬, zhū (亥) (Âm, Tam Phân thứ 4, Nguyên tố Thủy)

Trong chiêm tinh học Trung Quốc, các con giáp được gán theo năm đại diện cho cách người khác nhìn nhận về bạn hoặc cách bạn thể hiện bản thân. Một quan niệm sai lầm phổ biến rằng các con giáp của năm là con giáp duy nhất và nhiều mô tả phương Tây về chiêm tinh học Trung Quốc chỉ dựa trên hệ thống này. Trên thực tế, cũng có những con giáp được gán cho tháng (nội giáp), theo ngày (thực giáp) và giờ (bí giáp). Trái đất bao gồm tất cả 12 con giáp (địa chi) và 10 thiên can (Giáp, Ất, Bính, Đinh, Mậu, Kỷ, Canh, Tân, Nhâm, Quý) thuộc 5 hành (Kim, Mộc, Thổ, Thủy, Hoả).
Lấy ví dụ, một người là tuổi Thìn vì họ được sinh ra vào năm Thìn, nhưng họ cũng có thể là Tỵ nội giáp, Sửu thực giáp và Mùi bí giáp.
Xung đột giữa các con giáp trong một người và nhiều người là cách họ sống được gọi là Thái Tuế.